# 童貞
童貞（どうてい、英: cherry boy, virgin）は、性行為を経験していない男性を指す言葉。

## 現代の定義
現代の定義では、「童貞」は、
1. 性交未経験の男性 (cherry boy)
2. 男性が性交未経験の状態 (virgin)

のいずれかを指す。
ここでいう「性交」とは通常は膣性交である。肛門性交（アナルセックス）や口腔性交（フェラチオ）は含まれない。

## 童貞喪失
それまで童貞であった者が童貞でなくなる状態を「童貞喪失」や「童貞卒業」、「脱童貞（だつどうてい）」という。生まれて初めての性交（初交）を俗に「初体験」や「筆下ろし」という。童貞であるか否かを科学的に判断する方法は存在していない。
「あいつは女性を知らない」などの侮蔑的な表現も存在するなど、成人しても童貞であることを恥とする文化が一部にあり（後述）、自らが童貞であることに対して負い目を感じる者もいる。
風俗店を利用できる年齢に達していれば、童貞喪失の方法としてソープランドの利用など、実態上膣性交を伴うサービスを金銭を払って受けることが挙げられるが、童貞喪失の判断基準は人によってまちまちである。
異性と性器を結合させるという物理的事実を重視するものコンドームを着用しての膣への陰茎亀頭先端部の挿入のみでも可
女性器から受ける快感によって絶頂に達するという経験を重視するもの膣内でのピストン運動による刺激によってオーガズムにまで至ったもの（精通前など射精の有無は問わない）
生理学的な接触を重視するもの膣と陰茎亀頭の粘膜同士が直接接触し、陰茎が愛液に曝露すること
安田徳太郎が『性科学の基礎知識』で実施したアンケートではたとえ幼少期の子供同士による遊戯接触であっても「本人が性行為の初体験」との認識をもっていれば、それを性交としてカウントする、としている。
ジェクスによる日本国内の調査「ジャパン・セックスサーベイ2017」によれば、童貞は20代で4割、30代で2割、40代で1割程度存在する。

## 言葉の由来と歴史
「童貞」という言葉は元来カトリックの修道女を意味しており、1874年に設立された横浜雙葉学園の前身としての「仏語童貞学校」や、花村萬月の小説『ゲルマニウムの夜』などにそうした意味での使用例が見られる。また、現在は『処女懐胎』と題されるアンドレ・ブルトンとポール・エリュアールが著した「L'immaculée conception」は、1936年発刊時は『童貞女受胎』とされるなど、聖母マリアを指す言葉としても用いられた。英語における Virgin、Chaste の訳語として用いられたのは「貞潔」「廉潔」「童身」といった言葉であった。
1920年代に入ると童貞という言葉は宗教的な意味合いが薄まり、単純な「異性と未経験の状態」を意味する使用法が見られるようになる。1925年版の『広辞林』では「婦人又は男子が幼児の純潔を保持し、未だ異性と交遊せざること」と定義しており、男女の区別がなされておらず、また、人への用法ではなく、人が所持する所有物的な意味合いで用いられていた。1929年の浅田一の『童貞論』でも童貞状態にある人を指す場合は「童貞保持者」と呼称されている。ただし、『言泉』（1921年）や澤田順次郎の論文「処女と童貞」（1927年）などのように、人を指す用法も少なからず存在している。
童貞が人を指す用法としても一般化するのは1950年代以降で、また、主として男子を指す言葉として確立するようになる。1958年版の『広辞林』、1955年版の『広辞苑』などに「主として男性についていう」との言葉が追加された。こうした定義から明確に男子のみを指すようになるのは1970年代以降になってからのことである。なお、『広辞苑』や『岩波国語辞典』などでは、現代でも「主として男性」との言葉があり、男女双方を指す用語として定義されている。

## 童貞に対する価値観
カエサルの著した『ガリア戦記』によれば、古代ゲルマン人の間では長く童貞を守れば身長が伸びたり、体力が優れていたり、筋肉が強くなったと信じられていたため、遅くまで童貞を守る者は賞賛されていた。その一方で、20歳になる前に童貞でなくなることは醜い恥の一つと見なされていた。またキリスト教やイスラム教、ヒンドゥー教では、僧侶のみならず信者に対しても貞操観念を厳格化しており、成婚までの童貞性、処女性を重んじている（婚前交渉の禁止）。
戦前の日本では、1922年から1928年にかけて安田徳太郎および山本宣治が学生、インテリ層、労働者を対象に実施したセックス・リサーチにあるように、自他共の純潔を尊重し、結婚するまでは童貞を守るべきという風潮が強かった。
こうした貞操観念は戦後に入るにつれて次第に崩壊して行った（これは日本に限らず、宗教離れが進行したその他先進国でも同様であった）。1948年に起こったいわゆる「童貞訴訟」と呼ばれる裁判において、新婚の男性が「共同生活の義務を履行せざる」として妻に対し童貞喪失の慰謝料を訴えた事案がある。ここでの結論は「女子の貞操の喪失に対する社会的評価と男子の童貞の喪失に対する社会的評価を同一に評価することは法律上妥当しない」とされており、女性が持つ「処女」の価値観と男性が持つ「童貞」の価値観の乖離が見られるようになる。1960年代に入るとこの風潮は一層強いものとなり、批判的言説が繰り返されるようになると、それまで美徳と見られていた童貞は恥と見られるようになった。
現代の日本において、一定の年齢を過ぎて童貞でいることを問題として見る観念が存在し、童貞ということを長い間身近な人々へ隠して秘密にせざるを得ない人もいる。社会学者の澁谷知美によれば、このような風潮が生まれるそもそもの要因として、男社会において性行為には「女性を支配する」という意味合いが含まれ、そして「そういう経験がない奴は男として半人前だ」という価値観が根底に存在するためだとしている。また、この理性に反する本能的な価値観が日本において大衆的に、特に若年層に広まっていったのが、性行為が娯楽化し、恋愛の自由化が進んだ、戦後から1970年代にかけてのことだと指摘した。さらに澁谷は、インターネット時代を迎えたことによる「フィジカルな暴力から言葉の暴力へ」の暴力の在り方の変化から、在日外国人、貧困者などと同様に童貞がネット社会における暴力的な言説の攻撃の的となり、貶められる風潮が以前より激しくなっているのではないかと指摘している。
政府による2010年の調査では、30代独身の男性の4人に1人が童貞で、同条件の処女である女性もこの割合をやや下回るのみであった。一部では、ホワイトハンズ（「新しい性の公共」を掲げるNPO）の支援教室のように、同様の人々が集う場で童貞であるということを打ち明けて自らの体験をオープンに共有するという試みも見られる。

## 派生語
素人童貞
性風俗店で働いている風俗嬢、すなわち「プロ」の女性以外との性経験がない男性のことを指す。
玄人童貞
「素人童貞」とは逆に、一般女性との性経験はあるが、性風俗店を利用したことのない、風俗嬢との性経験がない男性のことを指す。
○○童貞
あることの経験がない人として使われることもある。例えば風俗へ行ったことのない人を「風俗童貞」と呼んだりして使うこともある。性的な事柄以外にも使われる。
童貞キラー
童貞好きの女性。男女が出会う場所に出没し、経験の無さそうな男性を誘惑する。
童貞を殺す服
女性の服装を指すインターネットスラング。「複雑な構成のために童貞だと焦って脱がせることが困難な服」「童貞の心を打ち抜く要素を持つ服」など、諸説ある。さらに派生したものに、肩から腰にかけて大きく露出したホルターネックのセーター「童貞を殺すセーター」がある。
バキバキ童貞
春とヒコーキのぐんぴぃがABEMA NEWSの街頭インタビューで生み出した言葉。